# Брага

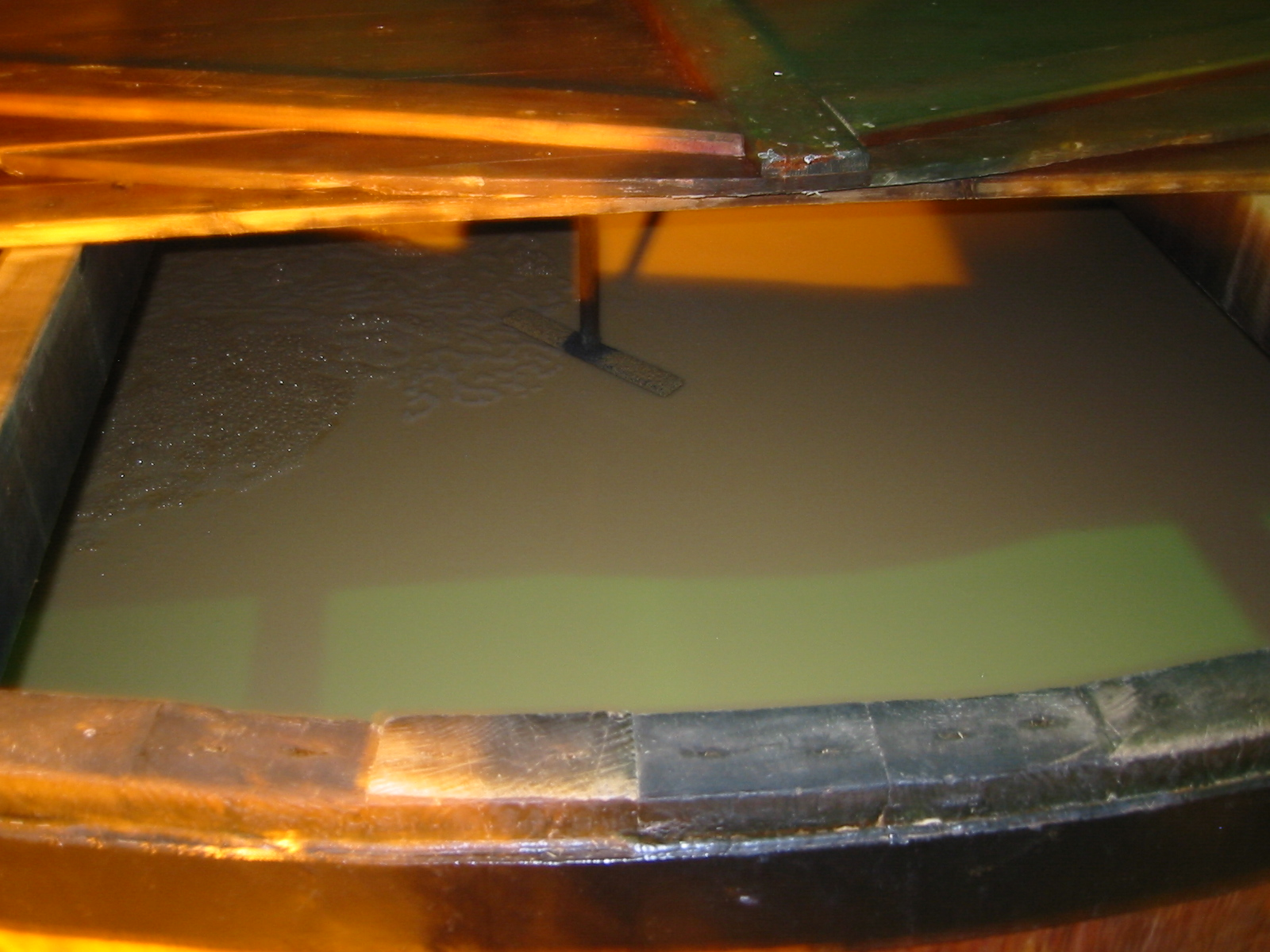
Брага в чані

Брага, бражка — продукт, отримуваний в результаті дріжджового зброджування (шумування) розчинів цукру або цукровмісних продуктів у воді з утворенням етилового спирту. З бражки шляхом її ректифікації може бути виділений спирт для подальшого використання, в окремих країнах брага вживається як самостійний алкогольний напій.
Унаслідок зброджування відбувається складна хімічна реакція розкладання цукру під дією дріжджів на етиловий спирт, воду і вуглекислий газ.
Спиртова брага містить значну кількість летких органічних домішок спирту: складні ефіри, альдегіди, кетони, органічні кислоти, вищі спирти, азото- та сірковмісні речовини тощо. У процесі перегонки та ректифікації ці домішки виділяються зі спирту, концентруються й у вигляді сивушного масла вилучаються з процесу.
Зброджування відбувається за температури 20–28 °C та певної концентрації компонентів. При нижчій температурі процес сповільнюється, вища температура є згубною для дріжджів. Для приготування бражки 1 кг цукру розчиняють у 4–5 л чистої води і додають 100 г пресованих або 20 г сухих дріжджів. Сухі дріжджі попередньо розводять в окремому посуді за температури 25–30 °C з додаванням 2–3 столових ложок цукру на склянку води. Через годину дріжджі оживають і можуть бути використані при приготуванні браги. Ємність, в якій відбувається зброджування, в жодному разі не закривають щільно, оскільки утворення вуглекислого газу може призвести до вибуху ємності.

#### Самогонна брага
Брага для самогону, відома також як "сире вино", грає ключову роль у виробництві самогону. Ця рідина є вихідним матеріалом для отримання спирту, який подальше використовується у виготовленні самогону. Процес виробництва браги для самогону полягає у зброджуванні розчину цукру або цукровмісних продуктів у воді за допомогою дріжджів.
Відмінністю браги для самогону від спиртової браги є те, що в неї може потрапити більше домішок та інших неочищених речовин. Оскільки брага для самогону призначена для подальшої переробки в самогон, відсутність високої чистоти не є великою проблемою на цьому етапі.
Для досягнення високоякісного самогону, важливо надавати особливу увагу процесу зброджування браги для самогону. Цей процес може тривати від кількох днів до кількох тижнів, в залежності від типу вихідного матеріалу та умов. Важливо контролювати температуру та концентрацію компонентів під час зброджування. Процес зброджування закінчується коли перестають виділятись гази. Це можна перевірити палаючим сірником над поверхнею браги. Коли брага "грає" сірник горіти не буде.

Ось деякі ключові аспекти виробництва браги для самогону:
- Інгредієнти: Для приготування браги зазвичай використовують цукор або цукровмісні продукти, такі як сиропи чи мед, як джерело цукру. Цей цукровий розчин змішується з водою для створення основи для зброджування.
- Дріжджі: Для зброджування використовуються дріжджі. Як правило, використовуються пресовані дріжджі, але також можна використовувати сухі дріжджі, які перед тим активують у окремому посуді.
- Температура та концентрація: Зброджування відбувається при температурі 20–28 °C та певній концентрації компонентів. Низька температура сповільнює процес зброджування, а занадто висока температура може бути шкідливою для дріжджів.
- Час зброджування: Тривалість зброджування може варіюватися від кількох днів до тижнів в залежності від бажаного вмісту спирту та інших факторів.
- Ректифікація: З браги шляхом ректифікації може бути виділено спирт високої якості для подальшого використання. Цей процес допомагає видалити домішки та концентрувати спирт.
- Використання: Брага для самогону може бути використана для виготовлення самогону або інших спиртних напоїв. У деяких країнах брага також вживається як самостійний алкогольний напій.

Після завершення зброджування браги для самогону, отриманий продукт може бути перероблений у самогонному апараті для виділення спирту та інших важливих компонентів. Бажаний результат полягає в отриманні високоякісного самогону з чистим смаком та ароматом. Для докладнішої інформації про процес приготування браги для самогону і визначення її готовності, вам може бути корисно ознайомитися з блоговою статтею за посиланням: Секрети приготування і визначення готовності браги для самогону. У цій статті ви знайдете більше інформації про процес виготовлення браги для самогону та специфічні вимоги для виготовлення високоякісного самогону.